# Butia capitata
Pour les articles homonymes, voir Arbre à laque.
Espèce
Synonymes
- Butia bonnetii Becc.
- Butia capitata subsp. eucapitata Herter
- Butia capitata var. rubra Mattos
- Butia leiospatha (Barb.Rodr.) Becc.
- Calappa capitata (Mart.) Kuntze
- Calappa leiospatha (Barb.Rodr.) Kuntze
- Cocos capitata Mart.
- Cocos leiospatha Barb.Rodr.
- Cocos leiospatha var. angustifolia Drude
- Syagrus capitata (Mart.) Glassman

Butia capitata (Mart.) Becc. (1916), ou arbre à laque, est une espèce de palmiers (Arecaceae). Elle appartient à la sous-famille des Arecoideae et au genre Butia. Les palmiers cultivés dans le monde entier sous le nom de Butia capitata sont en fait presque tous des Butia odorata. Le vrai B. capitata n'est pas particulièrement rustique, ni largement cultivé  Son nom vient du latin caput, qui signifie la tête, ses feuilles formant une couronne globuleuse, qui, selon l’auteur, ressemble à une tête. On le connaît aussi sous les appellations  Cocos erythrospatha, Calappa capitata, Syagrus capitata…
Il se rencontre sous les noms communs : Palmier à vin, Palmier abricot, Palmier vinaigre, Arbre à laque. Mais ces références sont surtout celle du Butia odorata.

## Classification
- Famille des Arecaceae
  - Sous-famille des Arecoideae
    - Tribu des Cocoseae
      - Sous-tribu des Attaleinae

## Description
- Le stipe est solitaire , gracile, érigé ou incliné, il mesure toujours moins de 35 cm de diamètre et atteint rarement 5 mètres de hauteur. Il est de couleur grise et conserve longtemps la base des pétioles[2].
- La couronne comprend 11 à 30 feuilles.
- Les feuilles sont pennées et récurvées. Elles mesurent jusqu'à 1.7 m et sont assez arquées. Les pinnules sont bleutées. Le pétiole est vert, et mesure environ 50 cm à un mètre de longueur. Il est recouvert d'épines filamenteuses.
- Les inflorescences portent des fleurs mâles et femelles.
- Les fruits sont orange à maturité et contiennent une graine brune de la taille d'une petite noisette sur laquelle après nettoyage de la pulpe, on peut voir trois "yeux" noirs. Toutes les graines de cette sous-famille des Arecoideae (Butia, Cocos, Syagrus, Jubaea, Parajubaea, Jubaeopsis, Voanioala) ont cette caractéristique. Techniquement, trois plantes peuvent germer de cette graine (Polyembryonie) mais cela arrive rarement[réf. souhaitée]. En dehors de son climat chaud, les graines de Butia peuvent avoir besoin de plusieurs mois pour germer. Pour faciliter la germination, il est recommandé de bien nettoyer la graine puis la laisser une dizaine de jours dans l'eau (en changeant l'eau chaque jour) pour ramollir sa coque avant de la semer en environnement chaud (30 °C) et humide. En posant le pot sur un radiateur, on peut obtenir une germination en 3 mois. On constate également une germination rapide en mettant la graine dans un peu de sphaigne humide à l'intérieur d'un sac de congélation fermé et posé sur un endroit chaud (dessus de réfrigérateur ou radiateur).

Il existe un nombre relativement élevé de variétés.

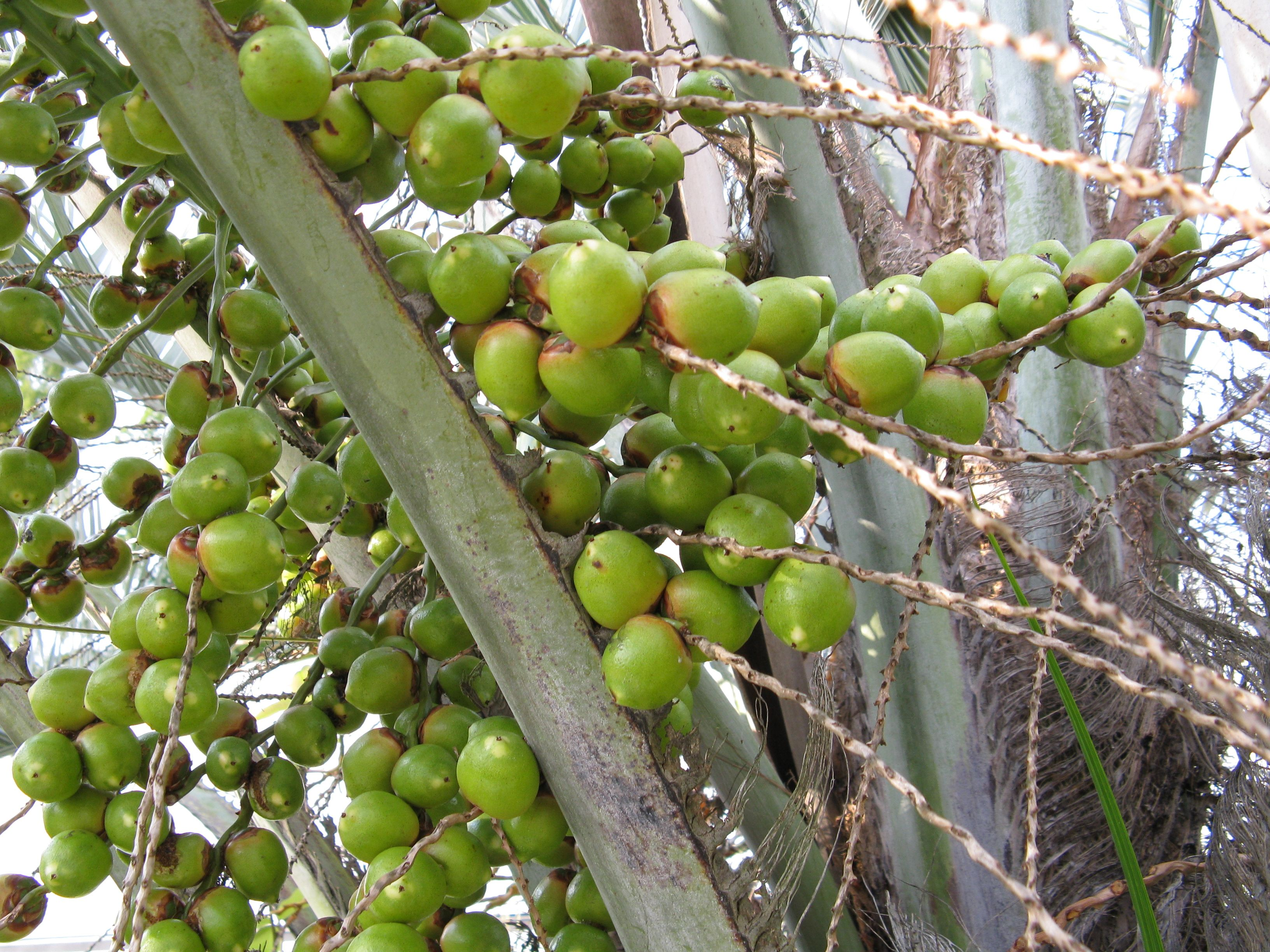
Fruits non matures de Butia capitata

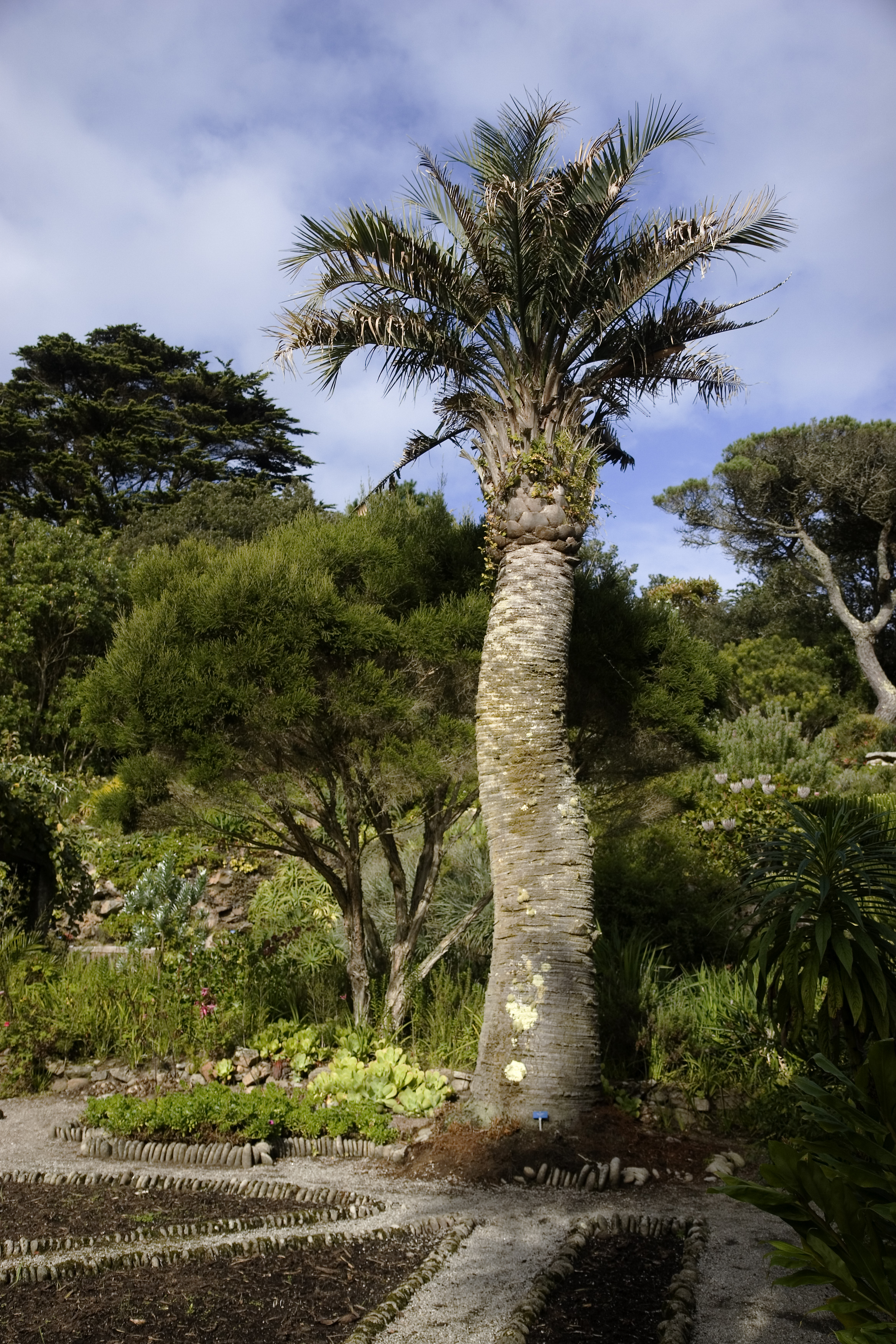
Butia capitata âgé en Angleterre (Jardin de Tresco)<ou B.odorata>

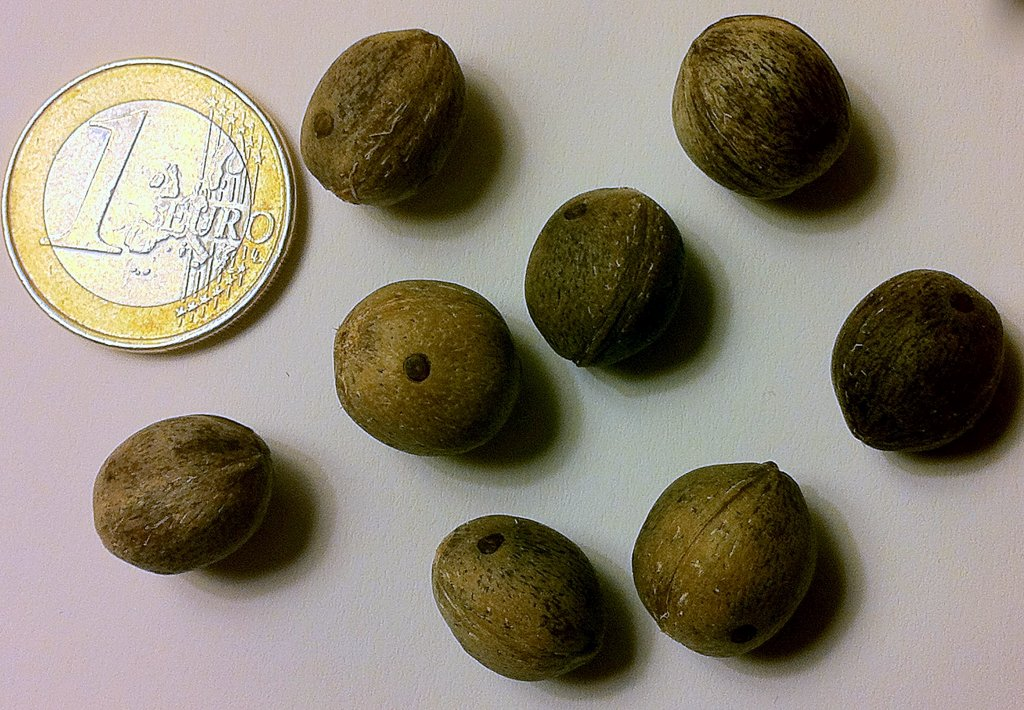
Graines de Butia capitata

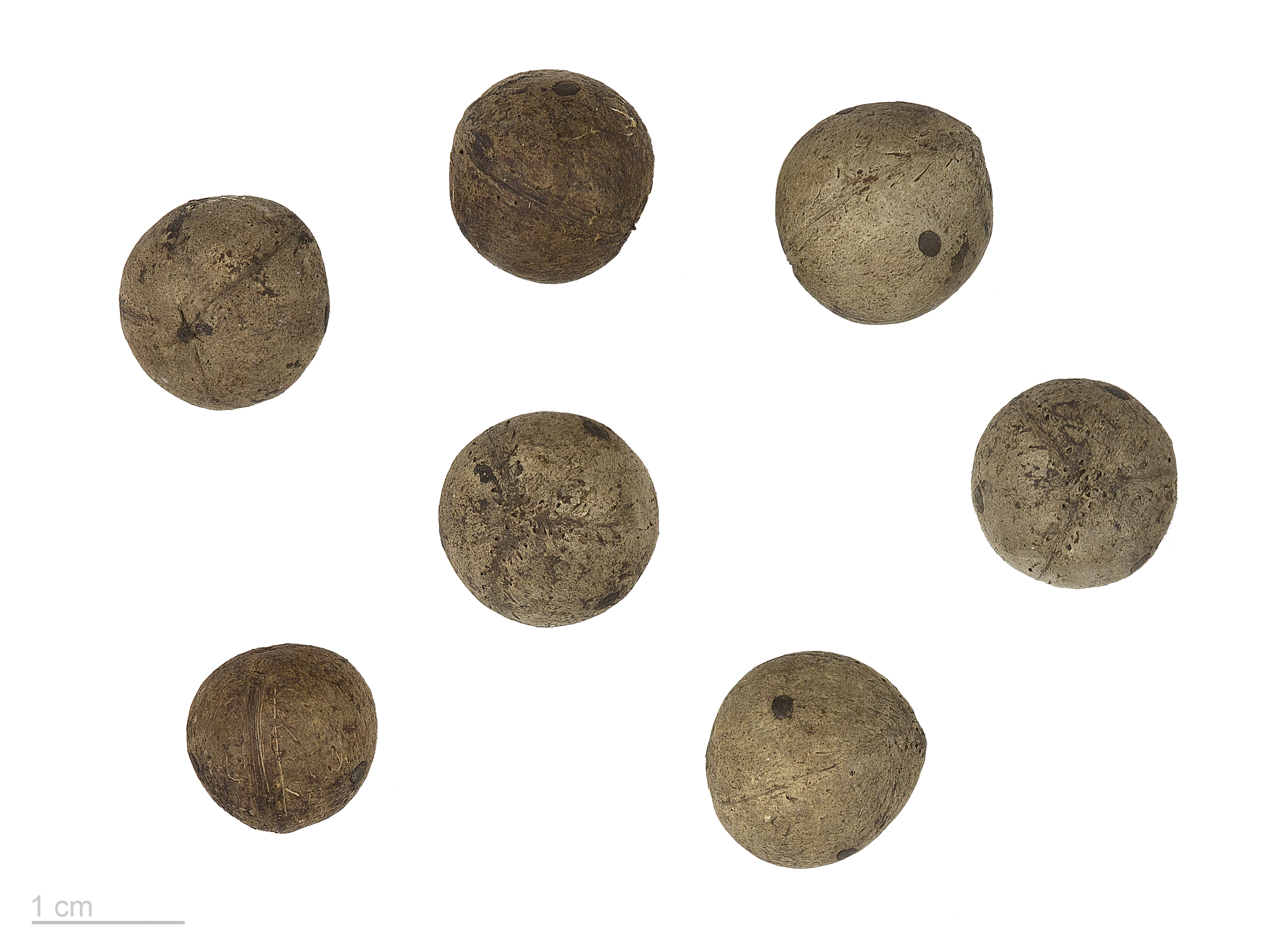
Butia capitata - Muséum de Toulouse

## Habitat
Cette espèce a longtemps été confondue avec Butia odorata qui est au Sud du Brésil et nord-est de l'Uruguay, dans les savanes à faible altitude où poussent des arbres de faible taille et des hautes herbes et où les sols sont secs, sablonneux et pauvres. Le climat y est subtropical : hivers doux avec de rares gelées, et été chauds.
Mais le Butia capitata est originaire du centre du Brésil (Minas Gerais) ou le climat est carrément tropical.

## Utilisation
Ses fruits sont consommés crus ou en gelée. On les macère dans l’alcool pour donner le vin de palmier. Ils ont une saveur sucrée, parfois acide. La chair et le goût rappellent la mangue.

## Culture
Ce palmier est de croissance assez lente. Il supporte assez mal les sols calcaire. Il apprécie les expositions ensoleillées. Il a l'avantage de pouvoir vivre ses premières années en pot.
C'est un palmier très peu rustique. Il ne résiste pas à des températures négatives ! A l'encontre de B. odorata qui résistera à des températures allant jusqu'à -12C° pour un arbre adulte bien installé, si le froid est bref et le sol sec.